# Klymentove
Klymentove  (ucraniano: Климентове) es una localidad del Raión de Kotovsk en el Óblast de Odesa de Ucrania. Según el censo de 2001, tiene una población de 274 habitantes.